# Хазарт (група)
„Хазарт“ е българска рок група, създадена в София и съществувала от лятото на 1999 до 2004.

## История на групата
Първоначално групата свири по клубове, а след няколко месеца записват първата си авторска песен – „Повярвай ми“. Тя е излъчена по радиото и телевизията. След концерт в зала 1 на НДК през януари 2000 подписват договор с продуцентска къща „Едита“.
Групата започва записи по първия си албум със сингъла „Тясно“. Също така те свирят като подгряваща група на концерти заедно с група Сигнал. Първата им съвместна изява е на 26 май 2000 в Пловдив. През есента на 2000 е записана песента „Докога“ в стил хардрок, а след това още няколко песни с по-твърда мелодия. Те са представени на концерт в зала „Христо Ботев“. През 2001 излиза и първият и единствен албум на Хазарт. Гост музиканти са Венелин Венков (Ку-ку бенд) и Христо Ламбрев (Сигнал). Следва турне в около 20 града, както и концерт в Сърбия, отново със Сигнал. През есента на 2001 е обявен кастинг за нов барабанист. Към групата се присъединява Емилиан Драганов. Хазарт започват работа по новия си албум с кавър версия на песента на Сигнал „Скъп спомен мой“. В албума е записан още 1 кавър – на песента на ФСБ „Пак ще се прегърнем“. Работата по албума приключва през март 2004, когато е записана и последната песен от него – „Дъждът ще ни вали“. В крайна сметка той не е издаден, а групата се разпада, след като Борис Солтарийски отива в Шоуто на Слави.
През 2014 г. китаристът Драгомир Мънзов възражда групата. Издаден е и нов албум.
Група „Хазарт“ е създадена в София през 1999 година.
Същата година е записан албумът „Хазарт I“, заедно с видеоклипове към него. Звукозаписът на албума е реализиран в студио „Силвия мюзик“, а продуценти са прод. къща „Едита“
Музиката на песните от първия албум на Хазарт е авторска (Драгомир Мънзов/Драго Блондо), а текстовете са дело на групата, Ивайло Вълчев и Мария Милева
Хазарт популяризира албума си в редица телевизионни предавания.
„Хазарт“ участва в национални турнета заедно с „Ъпсурд“ и Д2 в градовете Пловдив, Стара Загора, Бургас, Варна, Русе, Добрич, Силистра, Свищов, Плевен, Видин, София. Свири като подгряваща група на концертите на рок легендата „Сигнал“ в България и Сърбия.
Състав на „Хазарт“ / формация 2000, участващ в записите на албума и съпътстващите го турнета:
Борис Солтарийски – вокали (Национална Музикална Академия „Панчо Владигеров“ – 2005 г.)
Драгомир Мънзов – китари (Национална Музикална Академия „Панчо Владигеров“ – 1998 г.)
Михаил Ковачев – бас китара (Национална Музикална Академия „Панчо Владигеров“ – 2002 г.)
Фабрицио Паризи – ударни
През 2003 г. групата започва работа по нов албум. Появяват са песните „Рисувам“, „Няма няма да чакам“, подготвя се съвместен проект с DJ Silver.
В записа на кавър-версиите на песните“Скъп спомен мой“ (група Сигнал) и „Пак ще се прегърнем завинаги“ (ФСБ), БГ Радио участва като продуцент, а бТВ прави видео версията.
По време на подготовката на новия албум, вокалистът на Хазарт Борис Слотарийски получава покана да се яви в конкурс за пеене в „Шоуто на Слави“ и го печели.
С напускането на Б. Солтарийски групата се разпада.
Китаристът Драго получава покана да се присъедини към „Обратен ефект“.
Михаил Ковачев участва в концерти на „Сигнал“. По същото време се отдава и на студийна работа.
През 2013 г. представител на групата „Whitesnake“ чува песни на „Хазарт“ и се свързва с композитора на парчетата Драго (освен композитор на песните на Хазарт, той е автор и на музиката към песента „Дай ми време“, както и на още 7 песни от албумана „Нещо влажно“ – 1994 на Конкурент). След няколко месеца е отправена покана към него да се яви на кастинг в Цюрих за нов китарист на мястото на напускащия Дъг Олдридж. 
Кастингът трябва да се проведе през февруари 2014 г., но Дъг Олдридж решава да остане в „Whitesnake“ до 2015 и с това се слага край на конкурса (по-късно, заради спешната подготовка на нов албум и турнето към него, без конкурс е взет Джо Хоекстра от Night Ranger).
През 2013 г. Драго решава отново да възстанови „Хазарт.“ Продуцира албума „Хазарт II“ – Hazart Rock Angeles.
В записа и обработката на парчетата участва Емил Бояджиев – известно име в студийната работа.
Трите песни в Хазарт II са изпълнени вокално от самия Драго. Албумът съдържа и 7 китарни инструментала 
Песни – „Така зимуват раците“, „Обещай“ и „Докога“.
Автор на композициите е Драгомир Мънзов.
В сегашния си вид група „Хазарт“ е от 2015 г.:
Китари и вокали – Драгомир Мънзов / Драго Блондо
Бас китара и вокали – Михаил Ковачев
Ударни – Йордан Гьошев
Вокали – Николай Веселинов (Национална Музикална Академия „Панчо Владигеров“ – 2007 г.)
Първата авторска песен „Ела“на възстановената група е повод да се появи нов албум „Хазарт III“, по който се работи активно.
Новото, характерно звучене на групата идва от гласа и маниера на пеене на вокалиста Ники Веселинов, който се занимава и с класическо пеене в Националния филхармоничен хор „Светослав Обретенов“ под диригентството на Славил Димитров.
Различната насоченост в аранжиментите на песните определя съвременния саунд.
Групата определя стила си като романтичен рок.

## Албуми
- Хазарт – 2001
- Хазарт 2/Ние свирим поп (неиздаден)
- Rock Angeles – 2014